# 5 (chaîne de télévision)
Pour les articles homonymes, voir 5 (homonymie) et Five.
5 initialement Channel 5 puis Five est historiquement la cinquième chaîne de télévision nationale lancée le 30 mars 1997 au Royaume-Uni.

## Histoire
La société Channel 5 Broadcasting Limited, conformément à la dénomination officielle de l'entreprise, est autorisée par le gouvernement britannique en 1995 après un appel d'offres ayant débuté en 1993 et poursuivi tout au long de l'année 1994. Le premier tour de table comprenant Thames Television, est rejeté par le gouvernement.  
La principale difficulté du projet réside dans le plan de distribution des fréquences interférant avec les émetteurs existants de la troisième chaîne nationale ITV et d'autres émetteurs, car le plan de fréquence britannique n'est prévu que pour quatre canaux, exploitant des émetteurs terrestres analogiques. L'assignation des fréquences pour cette nouvelle chaîne avant son lancement en mars 1996 s'avère complexe. Les porteurs du projet doivent s'engager à visiter chaque foyer pour s'assurer de la bonne réception de Channel 5, sans engendrer d'interférence avec les autres fréquences locales. Le projet redémarre à la mi-1994, lorsque Tom McGrath, alors président de la Time Warner, présente un plan de fréquence révisé, avec le câblo-opérateur NTL et l'aide de l'ingénieur conseil Ellis Griffiths. Ce dispositif implique moins de reparamétrages et une meilleure couverture du signal. Le PDG de Meridian Broadcasting ou United News, depuis, Lord Clive Hollick prend la tête du projet car la  loi britannique interdit à Time Warner de posséder plus de 25 % du capital de la chaîne.  Lorsque McGrath est nommé à la présidence de Paramount Pictures, Time Warner abandonne le projet et le groupe américain est remplacé par le groupe allemand et luxembourgeois CLT, devenant dès lors, l'opérateur du réseau.
La programmation de Five comprend des productions originales et des programmes populaires peu coûteux, lui permettant de remporter un certain succès d'audience et devenant en une dizaine d'années, l’une des principales chaînes nationales. Le 27 février 2004, la rumeur d’une possible fusion entre Five et Channel 4 est révélée. Plusieurs bandes dessinées ironisent sur la dénomination de la future compagnie fusionnée, pouvant s’appeler Channel 9. Toutefois, les deux chaînes annoncent finalement la suspension des projets de fusion, en novembre 2005. 
Le 20 juillet 2005, RTL Group rachète 247,6 millions £ les 35,4 % de United News dans le capital de la chaîne et en devevient l'opérateur. L'acquisition est officellement approuvée le 26 août 2005.
Le 20 juillet 2010, RTL Group revend avec effet immédiat, le groupe Five pour 125 millions d'euros soit 103,5 million de livres sterling, à Northern & Shell company appartenant à l'éditeur britannique Richard Desmond.
Le 11 août 2010 le retour à la dénomination d'origine « Channel 5 » est annoncé avec changement effectif à l'antenne, le 14 février 2011.
En mai 2014, Viacom annonce l'acquisition de Channel 5 pour 450 millions de livres ; la chaîne modifie son logo, le 11 février 2016. 
Le 12 mars 2025, Channel 5 simplifie sa dénomination en « 5 ».

### Identité graphique

Logo de Channel 5 de mars 1997 à 2002.
Logo de Five de 2002 à 2008.
Logo de Five de 2008 à 2011.
Logo de Channel 5 du 14 février 2011 à 10 février 2016.

## Diffusion
Le canal UHF numéro 37, préréglé en usine au Royaume-Uni comme fréquence de sortie antenne de nombreux magnétoscopes domestiques oblige la chaîne à envoyer à ses frais, une des techniciens antennistes à travers le pays, pour reparamétrer tous les appareils vidéo. À la différence des quatre autres chaînes de télévision nationales britanniques, le signal de la 5 est difficilement recevable dans certaines régions, notamment sur la côte sud de l'Angleterre, où sa modulation pourrait perturber la télédiffusion française.  
La chaîne est accessible sur les principales platesformes numériques satellite, câble ou terrestre et est la première chaîne terrestre britannique à avoir été retransmise par satellite[réf. nécessaire].

## Audiences
La mesure d'audience moyenne annuelle place généralement Channel 5 en cinquième position nationale.[pas clair]
Channel 5
|      | Janvier | Février | Mars  | Avril  | Mai    | Juin   | Juillet | Août   | Septembre | Octobre | Novembre | Décembre | Moyenne annuelle |
| ---- | ------- | ------- | ----- | ------ | ------ | ------ | ------- | ------ | --------- | ------- | -------- | -------- | ---------------- |
| 2011 | 4,3 %   | 4,3 %   | 4,7 % | 4,6 %  | 4,3 %  | 4,2 %  | 4,5 %   | 4,7 %  | 4,6 %     | 4,4 %   | 4,1 %    | 4,1 %    | 4,4 %            |
| 2012 | 4,5 %   | 4,5 %   | 4,6 % | 4,4 %  | 4,1 %  | 4,1 %  | 4,2 %   | 4,0 %  | 4,2 %     | 4,0 %   | 4,0 %    | 4,1 %    | 4,2 %            |
| 2013 | 4,2 %   | 3,9 %   | 4,0 % | 3,9 %  | 4,0 %  | 4,2 %  | 4,4 %   | 4,4 %  | 4,0 %     | 4,0 %   | 3,9 %    | 3,8 %    | 4,0 %            |
| 2014 | 4,4 %   | 3,6 %   | 3,8 % | 3,8 %  | 3,7 %  | 4,0 %  | 4,1 %   | 4,5 %  | 4,2 %     | 4,0 %   | 3,8 %    | 3,8 %    | 4,0 %            |
| 2015 | 4,4 %   | 3,9 %   | 3,8 % | 3,78 % | 3,79 % | 3,93 % | 3,9 %   | 3,97 % | 4,04 %    | 3,53 %  | 3,69 %   | 3,81 %   | 3,8 %            |

Source : BARB
Légende :
Fond vert : meilleur score mensuel de l'année.
Fond rouge : moins bon score mensuel de l'année.